# Selo Cabeça Pequena
Os selos conhecidos como Cabeça Pequena constituem a oitava série de selos postais lançados no Brasil. Com apenas três variações, eles foram lançados no dia 15 de julho de 1881 e devem seu apelido graças à efígie do imperador Dom Pedro II que foi impressa dentro de um pequeno círculo, emoldurado com os valores de face em extenso e o nome "Brazil".
Foram lançados selos nos valores de 50 (azul), 100 (verde) e 200 réis (castanho-alaranjado). Foram os primeiros selos brasileiros criados pela Casa da Moeda do Brasil, entidade que hoje monopoliza a produção (mas não a criação) de selos no Brasil.